# Поукок, Реджиналд Иннес
Реджиналд Иннес Поукок (англ. Reginald Innes Pocock; 1863—1947) — британский зоолог и арахнолог.

## Биография
Поукок изучал зоологию под руководством профессоров Конви Ллойда Моргана (1852—1936) и Уильяма Джонсона Солласа (1849—1936) в университетском колледже Бристоля. В 1885 году он работал ассистентом в Музее естествознания в Лондоне. Он отвечал за коллекции пауков-птицеедов (Theraphosidae) и многоножек (Myriapoda). С 1904 года и до ухода на пенсию в 1923 году он был руководителем Лондонского зоопарка. Затем Покок работал в отделе млекопитающих Британского музея.
1 июля 1889 года он женился на Констанс Осборн. Вместе у них было 5 детей. Первые дочь и три сына умерли ещё в младенчестве. О четвёртом сыне, Константине Иннесе Поукоке, почти ничего не известно.
4 мая 1911 года Поукок был избран членом Королевского общества.

## Труды
- Catalogue of the genus Felis. London 1951 p. m.
- Mammalia. Taylor & Francis, London 1939-41.
- Arachnida. Taylor & Francis, London 1900.
- The highest Andes. Methuen, London 1899.
- Natural history. Appleton, New York 1897.
- Through unknown African countries. Arnold, London 1897.
- Chilopoda, Symphala and Diplopoda from the Malay Archipelago. 1894.
- Report upon the julidae, chordeumidae and polyzonidae. Genua 1893.
- Description of a New Species of polydesmus from Liguria. Genua 1891.
- Report on the oniscomorpha. Genua 1891.
- Report upon the chilopoda. Genua 1891.
- Contributions to our knowledge of the chilopoda of Liguria. Genua 1890.
- Three New Species of zephronia from the oriental region. Genua 1890.